# ジブロモクロロメタン
ジブロモクロロメタン(Dibromochloromethane)は、CHBr2Clの式で表されるトリハロメタンである。
ジブロモクロロメタンはかつて難燃剤や化学工業における中間体として用いられていたが、今日では、研究室での試薬としてのみしか利用されていない。
少量のジブロモクロロメタンが海洋の藻類によって生産されている。